# 杜梓
杜梓（1955年6月—），男，汉族，内蒙古托克托人，中华人民共和国政治人物。内蒙古师范大学汉语言文学系毕业，大学本科学历。

## 生平
1974年加入中国共产党。历任内蒙古《党的教育》杂志社副主任、主任；内蒙古自治区党委宣传部处长、办公室主任；中共伊克昭盟盟委委员、宣传部长；中共鄂尔多斯市委副书记、副市长、代市长、市长、市委书记；通辽市委书记等职。2008年当选为第十一届全国人大代表。2011年11月获任中共内蒙古自治区党委常委。
2015年1月，当选为内蒙古自治区人大常委会副主任，同年8月不再担任中共内蒙古自治区党委常委，通辽市委书记。2018年1月，不再担任内蒙古自治区人大常委会副主任。
2024年4月15日，因涉嫌严重违纪违法，接受中央纪委国家监委纪律审查和监察调查。10月7日，中央纪委国家监委决定给予其开除党籍处分，取消其享受的待遇，收缴违纪违法所得，将涉嫌犯罪问题移送检察机关依法审查起诉，所涉财物一并移送。杜梓是继莫建成、傅铁钢、宋亮、李杰翔之后，第五位被查的通辽市委书记。而杜梓在鄂尔多斯市市长、市委书记的继任者云光中已于2019年6月被查。另外杜梓在任职内蒙古自治区人大常委会副主任期间的同事邢云已于2018年10月被查。
经审理查明：2002年至2015年，被告人杜梓利用担任内蒙古自治区鄂尔多斯市委副书记、代市长、市长、市委书记，通辽市委书记，内蒙古自治区党委常委、通辽市委书记等职务上的便利以及职权、地位形成的便利条件，为相关单位和个人在企业经营、工程承揽等事项上提供帮助，非法收受财物共计折合人民币8191万余元。2025年7月29日，辽宁省沈阳市中级人民法院一审以受贿罪判处杜梓有期徒刑十五年，并处罚金人民币八百万元。